# Tre signori e nove ministri
Il sistema burocratico dei c.d. "Tre Signori e Nove Ministri" (三公九卿), a volte Tre Eccellenze e Nove Ministri, fu la principale struttura di governo centrale nella Cina imperiale al tempo della dinastia Qin (221 a.C.- 206 a.C.) sino alla dinastia Sui (581–618) che lo sostituì con il sistema dei "tre dipartimenti e sei ministeri" (三省六部).

## Tre Signori
I "Tre Signori" erano alti funzionari del governo imperiale, vale a dire: 
- il Cancelliere Imperiale (丞相);
- il Segretario Imperiale (御史大夫); e
- il Gran Comandante (太尉).

## Nove Ministri
I "Nove Ministri" erano i più importanti ministri del governo centrale e cioè: 
- il Ministro delle Cerimonie (太常, formalmente noto come 奉 常)
- il Supervisore degli Attendenti (光祿 勛, formalmente noto come 郎中 令)
- il Comandante delle Guardie (衛尉)
- il Ministro dei Cocchieri (太僕)
- il Comandante di Giustizia (廷尉)
- il Grande Araldo (大鴻臚, formalmente noto come 典 客 o 大行 令）
- il Direttore del clan imperiale (宗正)
- il Gran Ministro dell'Agricoltura (大 司 農, formalmente noto come 治 粟 內 史)
- il Piccolo Tesoriere (少 府)